# Mecynargus longus
Mecynargus longus är en spindelart som först beskrevs av Kulczynski 1882.  Mecynargus longus ingår i släktet Mecynargus och familjen täckvävarspindlar. Inga underarter finns listade i Catalogue of Life.